# باشگاه فوتبال دویسبورگ
باشگاه فوتبال ام‌اس‌وی دویسبورگ (به آلمانی: MSV Duisburg) که به اختصار با نام دویسبورگ (به آلمانی: Duisburg) از آن یاد می‌شود، نام یک باشگاه فوتبال در شهر دویسبورگ، نوردراین-وستفالن در کشور آلمان است. این باشگاه در سال ۱۹۰۲ تأسیس شده‌است. دانیال داوری دروازه بان ایرانی عضو این تیم بود و سیاوش ماندگاری مدافع ایرانی در تیم زیر ۱۷ سال این باشگاه عضویت دارد .
دویسبورگ یکی از بنیان‌گذاران و اولین تیم‌های بوندس‌لیگا در سال ۱۹۶۳، به‌هنگام تشکیل آن، بوده‌است و توانسته یک‌بار (در فصل ۱۹۶۳–۶۴) به مقام دومی آن دست یابد.

## رتبه‌های باشگاه در لیگ
| سال       | لیگ              | رتبه      |
| ۱۹۶۳–۶۴   | بوندس‌لیگا (یک)   | دوم       |
| ۱۹۶۴–۶۵   | بوندس‌لیگا (یک)   | هفتم      |
| ۱۹۶۵–۶۶   | بوندس‌لیگا (یک)   | هشتم      |
| ۱۹۶۶–۶۷   | بوندس‌لیگا (یک)   | یازدهم    |
| ۱۹۶۷–۶۸   | بوندس‌لیگا (یک)   | هفتم      |
| ۱۹۶۸–۶۹   | بوندس‌لیگا (یک)   | دوازدهم   |
| ۱۹۶۹–۷۰   | بوندس‌لیگا (یک)   | پانزدهم   |
| ۱۹۷۰–۷۱   | بوندس‌لیگا (یک)   | هفتم      |
| ۱۹۷۱–۷۲   | بوندس‌لیگا (یک)   | چهاردهم   |
| ۱۹۷۲–۷۳   | بوندس‌لیگا (یک)   | دهم       |
| ۱۹۷۳–۷۴   | بوندس‌لیگا (یک)   | پانزدهم   |
| ۱۹۷۴–۷۵   | بوندس‌لیگا (یک)   | چهاردهم   |
| ۱۹۷۵–۷۶   | بوندس‌لیگا (یک)   | دهم       |
| ۱۹۷۶–۷۷   | بوندس‌لیگا (یک)   | نهم       |
| ۱۹۷۷–۷۸   | بوندس‌لیگا (یک)   | ششم       |
| ۱۹۷۸–۷۹   | بوندس‌لیگا (یک)   | سیزدهم    |
| ۱۹۷۹–۸۰   | بوندس‌لیگا (یک)   | چهاردهم   |
| ۱۹۸۰–۸۱   | بوندس‌لیگا (یک)   | دوازدهم   |
| ۱۹۸۱–۸۲   | بوندس‌لیگا (یک)   | هجدهم ↓   |
| ۱۹۹۱–۹۲   | بوندس‌لیگا (یک)   | نوزدهم ↓  |
| ۱۹۹۹–۲۰۰۰ | بوندس‌لیگا (یک)   | هجدهم ↓   |
| ۲۰۰۰–۰۱   | بوندس‌لیگا ۲ (دو) | یازدهم    |
| ۲۰۰۱–۰۲   | بوندس‌لیگا ۲      | یازدهم    |
| ۲۰۰۲–۰۳   | بوندس‌لیگا ۲      | هشتم      |
| ۲۰۰۳–۰۴   | بوندس‌لیگا ۲      | هفتم      |
| ۲۰۰۴–۰۵   | بوندس‌لیگا ۲      | دوم ↑     |
| ۲۰۰۵–۰۶   | بوندس‌لیگا        | هجدهم ↓   |
| ۲۰۰۶–۰۷   | بوندس‌لیگا ۲      | سوم ↑     |
| ۲۰۰۷–۰۸   | بوندس‌لیگا        | هجدهم ↓   |
| ۲۰۰۸–۰۹   | بوندس‌لیگا ۲      | ششم       |
| ۲۰۰۹–۱۰   | بوندس‌لیگا ۲      | ششم       |
| ۲۰۱۰–۱۱   | بوندس‌لیگا ۲      | هشتم      |
| ۲۰۱۱–۱۲   | بوندس‌لیگا ۲      | دهم       |
| ۲۰۱۲–۱۳   | بوندس‌لیگا ۲      | یازدهم ↓  |
| ۲۰۱۳–۱۴   | لیگا ۳           | هفتم      |
| ۲۰۱۴–۱۵   | لیگا ۳           | دوم ↑     |
| ۲۰۱۵–۱۶   | بوندس‌لیگا ۲      | شانزدهم ↓ |
| ۲۰۱۶–۱۷   | لیگا ۳           | اول ↑     |
| ۲۰۱۷–۱۸   | بوندس‌لیگا ۲      | هفتم      |